# Acompsia cinerella
Acompsia cinerella là một loài bướm đêm nhỏ thuộc họ Gelechiidae. Nó là loài đặc trưng của chi Acompsia, từng được đề xuất đặt trong phân họ "Anacampsinae" (tại đây bao gồm trong Gelechiinae), nhưng nhìn chung được xếp vào Dichomeridinae.
Nó được tìm thấy ở hầu hết châu Âu, trừ Bồ Đào Nha và Iceland.
Sải cánh dài 16–19 mm. Con trưởng thành bay từ tháng 6 đến tháng 7.
Ấu trùng có lẽ ăn rêu dưới gốc cây.